# Setholmen
Setholmen is een rechthoekig eiland in de stroming van Zweedse Kalixrivier.De rivier stroomt hier door het Kamlungeträsket. Setholmen heeft geen oeververbinding, maar er staan wel een aantal gebouwen op het eiland. Setholmen ligt in het midden van de stroming. Het heeft een oppervlakte van ongeveer 3 hectare.